# 玛丽·金
玛丽·金（英語：Mary King，1961年6月8日—），旧姓汤姆森（Thomson），英国女子马术运动员。她曾代表英国参加1992年、1996年、2000年、2004年、2008年和2012年夏季奥林匹克运动会马术比赛，获得二枚银牌和一枚铜牌。